# Робітнича партія (Чехія)
Робітнича партія (чеськ. Dělnická strana) — колишня праворадикальна чеська політична партія. У пресі визначалася як екстремістська та неонацистська, зокрема через асоціацію лідерів партії з іншими неонацистськими організаціями Чехії, яких звинувачували в нападах на іноземців і циган.
За період існування жоден член партії не обирався до представницьких органів країни. Програма партії містила у собі, крім іншого, вихід Чехії з НАТО і ЄС, кримінальну відповідальність за гомосексуальні зв'язки, заборону нелегальної імміграції та впровадження смертної кари. За рішенням суду в лютому 2010 року Робітнича партія була розпущена. У 2010 створено Робітничу партію соціальної справедливості (чеськ. Dělnická strana socilání spravedlnosti).